# Parafia Najświętszej Maryi Panny Matki Kościoła w Otrębusach
Parafia Najświętszej Maryi Panny Matki Kościoła w Otrębusach – rzymskokatolicka parafia należąca do dekanatu brwinowskiego, archidiecezji warszawskiej, metropolii warszawskiej Kościoła katolickiego, w Otrębusach w gminie Brwinów.  

## Historia
Myśl o powstaniu parafii w Otrębusach powstała w 1970 r. Ówczesny proboszcz w Podkowie Leśnej, ks. Leon Kantorski przedstawił kardynałowi Stefanowi Wyszyńskiemu prośbę o utworzenie nowej parafii dla Otrębus i Kań. Pomysł spotkał się z aprobatą i błogosławieństwem Prymasa Tysiąclecia. Organizacją utworzenia nowej parafii i budową kościoła zajął się ks. Andrzej Lepianka pracujący w sąsiedniej parafii brwinowskiej (10 września 1985 kapłan zginął w wypadku samochodowym). Probostwo (do którego oprócz Otrębus i Kań należał wówczas również Popówek) objął ks. Marian Kasztalski, następnie ks. Henryk Bartuszka – nazywany przez parafian budowniczym kościoła. Wnętrze kościoła przygotował nowy proboszcz, ks. Jacek Kozub. W 1995 r. w kościele została odprawiona pierwsza Pasterka przez bpa Piotra Jareckiego. Nowa świątynia pw. NMP Matki Kościoła została konsekrowana 26 września 1999 roku.
Kościół parafialny został wybudowany według projektu Anny i Wojciecha Kawęczyńskich. Dekoracja ołtarza, Pasja w brązie, krzyż i figura Matki Bożej oraz gipsowe przedstawienia tajemnic różańcowych, wykonane zostały w pracowni prof. Gustawa Zemły, natomiast parafianka Hanna Szczypińska wykonała witraż w nawie bocznej.
Na terenie parafii oprócz kościoła parafialnego znajduje się: kaplica Chrystusa Króla i Maryi Matki Królowej oraz kaplica Matki Bożej Nawrócenia, także na terenie parafii działa Ośrodek Rekolekcyjny im. Jana Pawła II w Kaniach.

## Terytorium parafii
Parafia Otrębusy swoim zasięgiem obejmuje miejscowości: Otrębusy, Kanie i Popówek (miejscowości około 25 km na zachód od Warszawy).

## Proboszczowie, administratorzy
- ks. Andrzej Lepianka (do 1985)[1]
- ks. Marian Kasztalski (od 1985)[1][6]
- ks. Henryk Bartuszek (do 1995)[7]
- ks. Jacek Kozub (1995–2002)[8]
- ks. Tadeusz Aleksandrowicz (2002–2007)[1][9]
- ks. Bolesław Bolek (2007–2025)[1]
- ks. Piotr Celejewski (2025 – obecnie)[10][11]